# Never Die
Never Die è un brano musicale di Masami Okui scritto da Yabuki Toshiro e dalla stessa Okui, e pubblicato come singolo il 27 novembre 1998 dalla Starchild. Il singolo è arrivato alla trentaduesima posizione nella classifica settimanale Oricon dei singoli più venduti, vendendo 20 100 copie. Never Die è stato utilizzato come tema musicale della serie di OAV Slayers Excellent.

## Tracce
CD singolo KIDA-167
1. Never die – 4:17
2. Naritai (なりたい?) – 3:48
3. Never die (off vocal version) – 4:17
4. Naritai (なりたい?) (off vocal version) – 3:48

Durata totale: 16:10

## Classifiche
| Classifica (1998)                        | Posizione più alta |
| ---------------------------------------- | ------------------ |
| Giappone (Classifica settimanale Oricon) | 32                 |